# Emanuel Trípodi
Emanuel Trípodi (Comodoro Rivadavia, provincia de Chubut, Argentina; 8 de enero de 1981) es un exfutbolista argentino. Jugaba como arquero y su primer equipo fue Unión de Santa Fe. Su último club antes de retirarse fue Chacarita Juniors.

## Trayectoria

### Unión de Santa Fe
Empezó su carrera profesional el equipo santafesino, debutando en el año 2003, al no tener grandes oportunidades en la titularidad del equipo. En el año 2005 encuentra un nuevo rumbo en su carrera, es transferido a la C.A.I..

### Comisión de Actividades Infantiles
En el año 2005 llega al club de la ciudad de Comodoro Rivadavia, donde vivió un hecho poco común para la vida profesional de un arquero: convertir un gol. El hecho se dio en un partido de su club en la Primera B Nacional, recibiendo gran ayuda del viento para cobrar el gol, ya que lo convirtió «de arco a arco» a los 45 minutos del segundo tiempo, dándole la victoria ante Atlético Rafaela.

### Quilmes
Desde el 2009, y hasta 2013 jugó en Quilmes, en este club logró dos ascensos (en los años 2010 y 2012) y un descenso (2011). Emanuel Trípodi destacó especialmente en el Torneo Final 2013 donde demostró grandes rendimientos que en gran parte le permitieron al conjunto de Quilmes permanecer en primera una temporada más. A pesar de su buen rendimiento no es tenido en cuenta por su equipo y llega en calidad de libre a Boca Juniors en reemplazo de Oscar Ustari.

### Boca Juniors
El 19 de julio de 2013, firma su contrato con Boca Juniors, donde tuvo un paso previo por las divisiones inferiores. Debutó atajando contra Olimpo de Bahía Blanca en la derrota 3-0. Fue suplente en la mayoría de los partidos de la temporada debido a los buenos rendimientos de Agustín Orión.

### Sarmiento de Junín
A partir de 2016 es el arquero titular de Sarmiento de Junín en Primera División por 18 meses.

### Argentinos Juniors
En junio del 2016 deja Sarmiento para convertirse en nuevo arquero del Bicho de la Paternal.

### Chacarita Juniors
A fines de enero del 2017 pasa a préstamo al 'Funebrero' por 18 meses sin cargo y sin opción. Disputó los 22 partidos de la segunda vuelta del Torneo Nacional B 2017, empezó mal teniendo responsabilidad en los 3 goles de Nueva Chicago. A partir de ahí, Trípodi se hizo junto a los defensas centrales Germán Re y Federico Rosso. El enganche Nicolás Oroz, el extremo izquierdo Matías Rodríguez y el centro delantero Rodrigo Salinas fueron los pilares fundamentales del ascenso de Chacarita a la primera división. En el partido de la última fecha contra "El bicho» en San Martín Emanuel fue importante salvando a su equipo de un gol casi hecho por Francisco Frydesewki. Su rendimiento fue tan grande que en los últimos ocho partidos recibió siete goles, consiguiendo un mejor promedio que el arquero del campeón (Federico Lanzilota de Argentinos Juniors).
El dato curioso es que al jugar la primera mitad del torneo en Argentinos Juniors y la segunda mitad en Chacarita Juniors, terminó consiguiendo dos ascensos a Primera División en una misma temporada.

### Quilmes
A mediados de 2017 vuelve a Quilmes donde permanece hasta final del campeonato logrando salvar al club del descenso a la Primera B Metropolitana.

### Agropecuario
El 28 de mayo de 2018 se confirma su transferencia a Agropecuario de Carlos Casares para disputar el Torneo B Nacional 2018-19

## Clubes
| Club                           | País      | Año       |
| ------------------------------ | --------- | --------- |
| Unión de Santa Fe              | Argentina | 2002-2005 |
| C.A.I. de Comodoro Rivadavia   | Argentina | 2005-2009 |
| Quilmes                        | Argentina | 2009-2013 |
| Boca Juniors                   | Argentina | 2013-2015 |
| Sarmiento de Junín             | Argentina | 2016      |
| Argentinos Juniors             | Argentina | 2016      |
| Chacarita Juniors              | Argentina | 2017      |
| Quilmes                        | Argentina | 2017-2018 |
| Agropecuario de Carlos Casares | Argentina | 2018      |
| Chacarita Juniors              | Argentina | 2019-2021 |

### Estadísticas
- Actualizado al 12 de noviembre de 2021

| Unión Argentina                                                                                  |                     |                     |      |      |    |    |   |     |      |      |
| 1.ª                                                                                              | 2001/02             | 0                   | 0    | -    | -  | -  | - | 0   | 0    |      |
| 1.ª                                                                                              | 2002/03             | 3                   | -9   | -    | -  | -  | - | 3   | -9   |      |
| 2.ª                                                                                              | 2003/04             | 22                  | -39  | -    | -  | -  | - | 22  | -39  |      |
| 2.ª                                                                                              | 2004/05             | 7                   | -10  | -    | -  | -  | - | 7   | -10  |      |
| Total                                                                                            | Total               | 32                  | -58  | -    | -  | -  | - | 32  | -58  |      |
| C.A.I. Argentina                                                                                 |                     |                     |      |      |    |    |   |     |      |      |
| 2.ª                                                                                              | 2005/06             | 35                  | -38  | -    | -  | -  | - | 35  | -38  |      |
| 2.ª                                                                                              | 2006/07             | 38                  | -43  | -    | -  | -  | - | 38  | -43  |      |
| 2.ª                                                                                              | 2007/08             | 38                  | -52  | -    | -  | -  | - | 38  | -52  |      |
| 2.ª                                                                                              | 2008/09             | 39                  | -45  | -    | -  | -  | - | 39  | -45  |      |
| Total                                                                                            | Total               | 150                 | -178 | -    | -  | -  | - | 150 | -178 |      |
| Quilmes Argentina                                                                                |                     |                     |      |      |    |    |   |     |      |      |
| 2.ª                                                                                              | 2009/10             | 38                  | -31  | -    | -  | -  | - | 38  | -31  |      |
| 1.ª                                                                                              | 2010/11             | 23                  | -29  | -    | -  | -  | - | 23  | -29  |      |
| 2.ª                                                                                              | 2011/12             | 37                  | -20  | 0    | 0  | -  | - | 37  | -20  |      |
| 1.ª                                                                                              | 2012/13             | 37                  | -44  | -    | -  | -  | - | 37  | -44  |      |
| 2.ª                                                                                              | 2017/18             | 22                  | -22  | 0    | 0  | -  | - | 22  | -22  |      |
| Total                                                                                            | Total               | 157                 | -146 | 0    | 0  | -  | - | 157 | -146 |      |
| Boca Juniors Argentina                                                                           |                     |                     |      |      |    |    |   |     |      |      |
| 1.ª                                                                                              | 2013/14             | 5                   | -7   | -    | -  | -  | - | 5   | -7   |      |
| 1.ª                                                                                              | 2014                | 1                   | -1   | 1    | 0  | 0  | 0 | 2   | -1   |      |
| 1.ª                                                                                              | 2015                | 0                   | 0    | 0    | 0  | 0  | 0 | 0   | 0    |      |
| Total                                                                                            | Total               | 6                   | -8   | 1    | 0  | 0  | 0 | 7   | -8   |      |
| Sarmiento (J) Argentina                                                                          |                     |                     |      |      |    |    |   |     |      |      |
| 1.ª                                                                                              | 2016                | 16                  | -18  | -    | -  | -  | - | 16  | -18  |      |
| Total                                                                                            | Total               | 16                  | -18  | -    | -  | -  | - | 16  | -18  |      |
| Argentinos Juniors Argentina                                                                     |                     |                     |      |      |    |    |   |     |      |      |
| 2.ª                                                                                              | 2016/17             | 4                   | -5   | 1    | 0  | -  | - | 5   | -5   |      |
| Total                                                                                            | Total               | 4                   | -5   | 1    | 0  | -  | - | 5   | -5   |      |
| Chacarita Argentina                                                                              |                     |                     |      |      |    |    |   |     |      |      |
| 2.ª                                                                                              | 2016/17             | 25                  | -22  | 0    | 0  | -  | - | 25  | -22  |      |
| 2.ª                                                                                              | 2018/19             | 6                   | -11  | -    | -  | -  | - | 6   | -11  |      |
| 2.ª                                                                                              | 2019/20             | 18                  | -21  | -    | -  | -  | - | 18  | -21  |      |
| 2.ª                                                                                              | 2020                | 7                   | -7   | -    | -  | -  | - | 7   | -7   |      |
| 2.ª                                                                                              | 2021                | 30                  | -46  | -    | -  | -  | - | 30  | -46  |      |
| Total                                                                                            | Total               | 86                  | -107 | 0    | 0  | -  | - | 86  | -107 |      |
| Agropecuario Argentina                                                                           |                     |                     |      |      |    |    |   |     |      |      |
| 2.ª                                                                                              | 2018/19             | 10                  | -6   | 1    | -1 | -  | - | 11  | -7   |      |
| Total                                                                                            | Total               | 10                  | -6   | 1    | -1 | -  | - | 11  | -7   |      |
| Total en su carrera                                                                              | Total en su carrera | Total en su carrera | 462  | -526 | 3  | -1 | 0 | 0   | 465  | -527 |
| (1) Incluye datos de Copa Argentina. (2) Incluye datos de Copa Libertadores y Copa Sudamericana. |                     |                     |      |      |    |    |   |     |      |      |

## Palmarés

### Campeonatos nacionales
| Título             | Club              | País      | Año  |
| ------------------ | ----------------- | --------- | ---- |
| Primera División   | Boca Juniors      | Argentina | 2015 |
| Copa Argentina     | Boca Juniors      | Argentina | 2015 |
| Primera B Nacional | Chacarita Juniors | Argentina | 2017 |

### Otros logros
| Título                     | Club              | País      | Año  |
| -------------------------- | ----------------- | --------- | ---- |
| Ascenso a Primera División | Quilmes           | Argentina | 2010 |
| Ascenso a Primera División | Quilmes           | Argentina | 2012 |
| Ascenso a Primera División | Chacarita Juniors | Argentina | 2017 |